# Departamento Avellaneda (Santiago del Estero)
Avellaneda es un departamento en la provincia de Santiago del Estero (Argentina) en la región del Chaco Austral. 

## Geografía
Está ubicado en el sudeste provincial, en la zona de la llamada «mesopotamia santiagueña», entre los ríos Dulce y Salado. 
El departamento tiene una extensión de 3811.6 km², y limita al sur con los departamentos Salavina y Aguirre, al norte con el departamento Sarmiento, al este con General Taboada, y al oeste con los departamentos San Martín y Atamisqui.
El clima establecido para Colonia Dora, —que puede ser extensivo a todo el departamento— es, según la clasificación climática de Köppen del tipo Cfa, subtropical húmedo sin estación seca.

## Historia
La historia de este departamento es anterior a la conquista española e inscripta a la historia de los departamentos Atamisqui, Matará y Taboada. Las culturas ceramistas Sunchituyoj y la de Avería se desarrollaron en los años 800 a. C.
En Icaño, pueblo indígena vivieron los arqueólogos franceses Emilio y Duncan Wagner. El Bracho, fortín, cárcel, guarnición, conocida por el drama de Agustina Palacio de Libarona.
La ley provincial N.º 353 sancionada el 11 de noviembre de 1911, dividió el territorio de la provincia en departamentos, estableciendo los siguientes límites para el Departamento Avellaneda:

Forman este Departamento la parte del actual Departamento Atamisqui que se halla al Nordeste del Río Dulce, la parte del actual Departamento 28 de Marzo que se encuentra al Sudoeste del Río Salado.
 Por el Nordeste tiene por límite el Río Salado; y por el Sudeste el Río Dulce. Los demás límites son los de los actuales Departamentos que constituyen el proyectado Departamento Avellaneda, excepto la parte Nordeste de Atamisqui que terminará en la vía férrea Central Argentino.
 La Capital es la Estación Herrera.

La ley provincial N.º 260 sancionada el 19 de agosto de 1910, dividió el territorio del departamento entre los siguientes distritos:
- Caloj
- Percas
- Punta Corral
- Cejas
- Gramilla
- Bracho
- Banda
- Mailín
- Mancapa
- Puyana
- Icaño
- Taco Atun
- San José

## Población
Cuenta con 25 476 habitantes (Indec, 2022), lo que representa un incremento promedio anual del 1.8% frente a los 20 763 habitantes (Indec, 2010) del censo anterior.

La mediana de edad se estableció en 25 años.
| Gráfica de evolución demográfica de Departamento Avellaneda entre 1991 y 2022 |
|                                                                               |
| Fuente: censos nacionales del INDEC                                           |

### Localidades
La mayor parte de la población se concentra en la ciudad de Colonia Dora y la cabecera del departamento. El resto es población de carácter rural, dispersa o asentada en pequeñas localidades.
| Cabecera (Población 2010) | Ciudades (Población 2010)  | Localidades (Población 2010)                                                                   |
| ------------------------- | -------------------------- | ---------------------------------------------------------------------------------------------- |
| Herrera (1894 hab.)       | - Colonia Dora (3364 hab.) | - Icaño (1975 hab.) - Lugones (1222 hab.) - Real Sayana (1412 hab.) - Villa Mailín (1061 hab.) |

### Parajes
- Blanca Pozo
- Cáloj
- Campo Alegre
- Colonia Alcira
- Colonia Isla
- Colonia Libanesa
- El Bracho
- Percas
- Puente Negro
- Punta Corral
- San Antonio de Copo
- San Pedro
- San Roque
- Santo Domingo
- Tala Pozo
- Vacasníoj
- Yacasníoj

## Economía
El departamento Avellaneda basa su economía en las actividades propias del sector primario, especialmente la agricultura. La zona de regadío del río Salado permite la producción de algodón, alfalfa, trigo, zapallo, melón y sandía.